# ゼッケン (競馬)
競馬におけるゼッケンとは競走馬を見分けるために鞍の下に装着する道具である。使用目的によってさまざまな種類のゼッケンが存在する。

## 中央競馬

### 競走ゼッケン

#### 仕様
日本の中央競馬のものは縦510mm・横695mmの台形で、ポリエステル100%の不織布生地を用いる。おもに競馬場から回収しているペットボトルをリサイクルした再生繊維が使用されている。文字は転写シートとなっており、ゼッケンには馬番号・馬名・競走番号・競走名などが貼り付けられる。ジャパンカップなどの国際競走の場合、片方には英文馬名が記載される。日本ダービーのゼッケンには縁に金色の刺繍が入る。ゼッケンには左右にポケットが1つずつ付いており、2023年4月に導入された競走馬トラッキングシステムで使用するGPS発信機を入れられる。

#### 歴史
もともとゼッケンの書体や寸法に統一規格はなく、競馬場ごとで異なっていた。これはもともとの競馬倶楽部時代の名残と考えられるが、戦後の東京競馬場や中山競馬場では東京競馬場で戦前から使用されていた数字がやや前方に傾いた形のもので統一されていたようである。また天皇賞については戦前の日本競馬会時代より、紫紺地に金色の数字のゼッケンを使用していた。生地は帆布製で、数字は縫い付けられていた。
1965年には、競馬場ごとに異なっていたゼッケンの規格の統一化が図られた。これによってゼッケンのサイズや数字の書体などほぼ同じ様式になったが福島競馬場や新潟競馬場や北海道の2場についてはしばらく古いタイプのゼッケンが使用されており、また例外的に天皇賞（1971年まで）や菊花賞（1970年まで）や函館記念（1972年まで）については規格統一以前の重賞用ゼッケンが継続使用された。また各競馬場のゼッケンも、細かな部分には違いが存在していた。
紫紺地に金色（のち黄色）の文字の天皇賞用ゼッケンはゼッケンの規格統一後は重賞用ゼッケンとして使用されるようになったが、関東では重賞競走でも八大競走などの格の高い競走に限定されていたのに対し関西では重賞競走のほとんどに使用された。その他、関東や関西の一部重賞競走では黒地に黄色の馬番のゼッケンが、またオークスでは紫紺地に桃色の馬番のゼッケンを使用するなどある程度は競馬場の裁量に任されていた。
京都競馬場では障害競走の重賞競走にのみ、黄地に黒色の馬番で作られたゼッケンを使用していた時期もある。
1983年、第3回ジャパンカップにて初めて馬名入りゼッケンが導入された。ただしこれは外国馬が出走することによる特別措置で、馬名もゼッケンの下の方に小さく刺繍されたものであった。さらに両サイドで表記の違いがあり片方には日本文馬名、もう片方には英文馬名が記入されていた。1985年の有馬記念にも馬名入りゼッケン（ただし両サイドと日本文馬名）が試験的に使用されたが、この時点では本格採用には至らなかった。
1987年、京都競馬場の重賞用ゼッケンが変更され緑色の生地に白色で数字を記入し、その下に"KYOTO"という文字が入るようになった。またGI競走用については青地に白色の数字が入るゼッケンが作成され、馬番の下に「天皇賞」などの競走名が表示された。ただしこの時点では文字の規格や帆布製の生地は従来のままであり、他の競馬場が追従することもなかった。同年秋以降、一部の重賞競走より馬名入りゼッケンが使用された（同年のジャパンカップではまだ帆布製であった）。素材は化学繊維製となり、馬番および馬名は印刷により表記されるようになった。この時点では生地は紫紺か黒で馬番・馬名は黄色で記載されるのが通例であったが、オークスのように馬名のみ桃色で書かれたものや重賞競走ながら白地に黒色の馬番、馬名が赤色で記載されたゼッケンが使われるなど、試行錯誤の段階であった。
1989年より、すべての重賞競走で馬名入りゼッケンが使用されるようになった。このとき、グレード競走の格に応じて生地の色を変え文字の色も白が基本となるように仕様が統一された。なお、数字の字体は1987年に馬名入りゼッケンが採用されたときとは若干変更されている（3番や7番や9番の字体などで判別可能）。
1990年秋からは一部の特別競走で馬名入りゼッケンの使用を開始し、さらに1991年の正月開催からは一般競走（平場）を含むすべての競走で馬名入りゼッケンが採用され、以後は馬名の字体に多少の仕様変更があるものの現在に至っている。
以後の仕様変更は以下の通り。
- 1997年 - ゼッケン生地が化学繊維からアクリル製の不織布へ変更される[2]（このころに競走番号も表記開始）。
- 2002年 - ジャパンカップとジャパンカップダートにおいて、馬名の横に調教国の国旗が追加される。ただしジャパンカップダートは2013年まで使用していたが、2014年に国際競走に変更されてからは外国馬の出走があっても使用されなくなった。2014年から2021年まで使用しているのはジャパンカップのみだったが、2022年からは全てのGI競走（JGI・JpnI競走も含む）のゼッケンに調教国の国旗が追加された。
- 2004年
  - JRA50周年記念のメモリアルレースで、50周年記念ロゴが追加される（同年のみ）。
  - 若手騎手限定競走用のゼッケンが採用された。ただし当初のものは橙地に黒色の馬番・競走番号で派手で見づらいとの指摘があったため、同年秋に黒地に黄色に変更される（2022年現在は一般競走と同じゼッケン）。
  - ゼッケン素材がアクリル製からポリエステル製へ変更される[2]。
- 2014年 - ジャパンカップにスポンサーロゴが入り、馬名下にLONGINESのロゴが掲示されている（2021年からロゴの一部が変更されている）。
- 2024年 ‐ JRA70周年記念のメモリアルレースで、70周年記念ロゴが追加される（同年のみ、JRA70周年記念アニバーサリーステークス以降は競走番号の上にロゴが付与される）[3]。

#### ゼッケンの色と表記
中央競馬の競走で使用されるゼッケンの生地の色は基本的には下記の通りであるが、一部例外がある。それぞれの競走で使われるゼッケンの仕様を下表に示す。
- GI及びJ・GI - 紫紺
- GII及びJ・GII - 赤褐色
- GIII及びJ・GIII並びに格付けなしの重賞、新設重賞 - 深緑
- その他の特別競走 - 黒
- 一般競走 - 白

国際競走ではスタンドから直線を見たときにカタカナ表記の馬名が見えるようになっている。2002年のジャパンカップは東京競馬場（左回り）が改修工事のため中山競馬場（右回り）で代替開催したが表記はそのままだったため、馬名はスタンド側が英語表記になっている。
- 「○」には特記無き限り数字が入る。

| 競走の種類                                        | 競走の種類                                        | 色             | 色             | 表記                                          | 表記                                   | 表記     | 備考                        |
| 競走の種類                                        | 競走の種類                                        | ゼッケン       | 文字           | ゼッケン                                      | ゼッケン                               | 競走番号 | 備考                        |
| 競走の種類                                        | 競走の種類                                        | ゼッケン       | 文字           | 左側                                          | 右側                                   | 競走番号 | 備考                        |
| ------------------------------------------------- | ------------------------------------------------- | -------------- | -------------- | --------------------------------------------- | -------------------------------------- | -------- | --------------------------- |
| 東京優駿                                          | 東京優駿                                          | 白             | 黒             | 第○回日本ダービー                             | カタカナ馬名                           | 11R      | [ 5 ]                       |
| 皐月賞 菊花賞 桜花賞 優駿牝馬                     | 皐月賞 菊花賞 桜花賞 優駿牝馬                     | 紫紺           | 黄             | カタカナ馬名                                  | カタカナ馬名                           | 11R      | [ 6 ]                       |
| 有馬記念                                          | 有馬記念                                          | 紫紺           | 白             | カタカナ馬名                                  | カタカナ馬名                           | 有馬     | [ 7 ]                       |
| ジャパンカップ                                    | ジャパンカップ                                    | 紫紺           | 白             | 英語表記馬名                                  | カタカナ馬名                           | 12R      | [ 9 ] [ 10 ]                |
| GI、J・GI競走                                     | 外国調教馬が出走する場合                          | 紫紺           | 白             | 英語表記馬名                                  | カタカナ馬名                           | ○R       | [ 11 ] [ 12 ]               |
| GI、J・GI競走                                     | その他                                            | 紫紺           | 白             | カタカナ馬名                                  | カタカナ馬名                           | ○R       | [ 13 ]                      |
| GII、J・GII競走                                   | GII、J・GII競走                                   | 赤褐色         | 白             | カタカナ馬名                                  | カタカナ馬名                           | ○R       | [ 15 ] [ 16 ] [ 17 ] [ 18 ] |
| GIII、J・GIII競走、格付けなしの重賞・新設重賞競走 | GIII、J・GIII競走、格付けなしの重賞・新設重賞競走 | 深緑           | 白             | カタカナ馬名                                  | カタカナ馬名                           | ○R       | [ 15 ] [ 16 ] [ 17 ] [ 18 ] |
| 第47回福島記念                                    | 第47回福島記念                                    | 深緑           | 白             | がんばろう福島!                               | カタカナ馬名                           | ○R       |                             |
| 特別競走                                          | 通常                                              | 黒             | 白             | カタカナ馬名                                  | カタカナ馬名                           | ○R       | [ 15 ] [ 16 ]               |
| 特別競走                                          | リステッド競走 （2019年6月〜）                    | 黒             | 黄             | カタカナ馬名                                  | カタカナ馬名                           | ○R       | [ 15 ] [ 16 ]               |
| ワールドスーパー ジョッキーズシリーズ             | 阪神競馬場                                        | 黒             | 白             | 国旗と騎手名（2006年から2013年まで）          | カタカナ馬名                           | ○R       | [ 15 ]                      |
| ワールドスーパー ジョッキーズシリーズ             | 東京競馬場                                        | 黒             | 白             | カタカナ馬名                                  | 国旗と騎手名（2010年・2012年・2014年） | ○R       | [ 15 ]                      |
| ワールドスーパー ジョッキーズシリーズ             | 2001年のみ （阪神競馬場）                         | 水色           | 黒             | 騎手名                                        | カタカナ馬名                           | WSJS ○R  | [ 15 ]                      |
| ワールドオールスター ジョッキーズ                 | JRA選抜                                           | 紫紺           | 白             | 国旗と騎手名                                  | カタカナ馬名                           | ○R       | [ 19 ]                      |
| ワールドオールスター ジョッキーズ                 | WAS選抜                                           | 赤褐色         | 白             | 国旗と騎手名                                  | カタカナ馬名                           | ○R       | [ 19 ]                      |
| 一般競走                                          | 一般競走                                          | 白             | 黒             | カタカナ馬名                                  | カタカナ馬名                           | ○R       |                             |
| 若手騎手限定競走                                  | 〜2004年秋                                        | 橙             | 黒             | カタカナ馬名                                  | カタカナ馬名                           | ○R       |                             |
| 若手騎手限定競走                                  | 2004年秋〜?                                       | 黒             | 黄             | カタカナ馬名                                  | カタカナ馬名                           | ○R       |                             |
| 若手騎手限定競走                                  | ?〜現行                                           | 白             | 黒             | カタカナ馬名                                  | カタカナ馬名                           | ○R       |                             |
| ジョッキーマスターズ （エキシビション）           | 第1回                                             | 紫紺           | 白             | 第1回ジョッキーマスターズ                     | 騎手名                                 | JM       |                             |
| ジョッキーマスターズ （エキシビション）           | 第2回                                             | 紫紺           | 黄             | 英語表記騎手名と国旗                          | 国旗と騎手名                           | JM       | [ 20 ]                      |
| ジョッキーベイビーズ （エキシビション）           | ジョッキーベイビーズ （エキシビション）           | 紫紺           | 黄             | ジョッキーベイビーズ                          | 代表地域と騎手名                       | なし     | [ 21 ]                      |
| JRAブリーズアップセール                           | JRAブリーズアップセール                           | 紫紺           | 黄             | JRAブリーズアップセール                       | JRAブリーズアップセール                | なし     |                             |
| JRAブリーズアップセール                           | JRAブリーズアップセール                           | 赤褐色         | 白             | 新規馬主限定セッション                        | 新規馬主限定セッション                 | なし     |                             |
| 復刻ダービースタリオンズステークス                | 復刻ダービースタリオンズステークス                | 黒             | 黄（左）       | 父馬名                                        | カタカナ馬名                           | 9R       |                             |
| 復刻ダービースタリオンズステークス                | 復刻ダービースタリオンズステークス                | 黒             | 白（右）       | 父馬名                                        | カタカナ馬名                           | 9R       |                             |
| ヤングジョッキーズシリーズ （ファイナルラウンド） | ヤングジョッキーズシリーズ （ファイナルラウンド） | 深緑           | 黄             | 騎手名とYJSロゴ                               | カタカナ馬名                           | ○R       | [ 22 ]                      |
| JRA競馬学校騎手課程模擬レース                     | JRA競馬学校騎手課程模擬レース                     | （備考を参照） | （備考を参照） | ○年競馬学校模擬レース または第○期生模擬レース | 騎手名                                 | なし     | [ 23 ]                      |

### 調教ゼッケン
美浦トレーニングセンター・栗東トレーニングセンター・JRA競馬学校・競馬場などの施設において、調教時に装着するゼッケンである。生地は以前は帆布製だったが、現在は競走用と同様にペットボトル素材をリサイクルした不織布が使われている。1年の間調教のたびに使用するため番号部分は熱転写で貼り付けたうえにミシンで縫いつけられているなど、一度しか使用しない競走用と比べ頑丈に作られている。また数字の字体は以前より使用されていた、昭和時代からのものが継続して使用されている。
競走馬が登録された段階で最大4桁の固有の番号が割り当てられるが、ゼッケンに馬名は通常入らない。番号は毎年秋に馬名の五十音順に割り当てられる。競走馬登録を抹消された馬の番号は次回の割り当てが行われるまで欠番となる。ゼッケンの生地および文字の色は所属先、馬齢、性別および用途によって分けられている。

#### 2024年10月以降
通常
| 馬齢                | 性別   | 番号[30]   | 美浦所属馬 | 美浦所属馬 | 栗東所属馬 | 栗東所属馬 |
| 馬齢                | 性別   | 番号[30]   | 生地       | 文字       | 生地       | 文字       |
| ------------------- | ------ | ---------- | ---------- | ---------- | ---------- | ---------- |
| 2歳9月頃まで        | 牡・騸 | 1〜1500    | 深緑       | 橙         | 深緑       | 白         |
| 2歳9月頃まで        | 牝     | 1501〜3000 | 黄緑       | 赤         | 黄緑       | 黒         |
| 2歳10月頃〜3歳9月頃 | 牡・騸 | 3001〜5000 | 黒         | 橙         | 黒         | 白         |
| 2歳10月頃〜3歳9月頃 | 牝     | 5001〜6500 | 桃         | 紫         | 桃         | 白         |
| 3歳10月以降         | 牡・騸 | 6501〜8500 | 青         | 橙         | 青         | 白         |
| 3歳10月以降         | 牝     | 8501〜9900 | 黄         | 赤         | 黄         | 黒         |
- 中央競馬の重賞（GIおよびJ・GI競走を除く）、および地方競馬のダートグレード競走の優勝馬

番号の下に馬名が貼り付けられる。
特殊用途（所属先によらず共通）
| 用途                          | 用途          | 生地 | 文字 |
| ----------------------------- | ------------- | ---- | ---- |
| GIおよびJ・GI競走の特別登録馬 | 牝馬限定競走  | 海老 | 黄   |
| GIおよびJ・GI競走の特別登録馬 | その他        | 紫紺 | 黄   |
| 函館記念                      |               | 紫紺 | 黄   |
| GIおよびJ・GI競走の優勝馬     | GI（平地）    | 紫   | 黄   |
| GIおよびJ・GI競走の優勝馬     | J・GI（障害） | 紫   | 橙   |
- GIおよびJ・GI競走の特別登録馬・函館記念

番号の下に馬名が貼り付けられる。特別登録した競走が終わり次第、通常または優勝馬用のゼッケンと取り替えられる。
- GIおよびJ・GI競走の優勝馬

番号の下に馬名が、番号の右側に優勝したGIおよびJ・GI競走と同じ数の星印がそれぞれ貼り付けられる。

#### 2024年9月まで
通常
| 馬齢                | 美浦所属馬 | 美浦所属馬 | 栗東所属馬 | 栗東所属馬 |
| 馬齢                | 生地       | 文字       | 生地       | 文字       |
| ------------------- | ---------- | ---------- | ---------- | ---------- |
| 2歳9月頃まで        | 深緑       | 橙         | 深緑       | 白         |
| 2歳10月頃〜3歳9月頃 | 黒         | 橙         | 黒         | 白         |
| 3歳10月以降         | 黄         | 黒         | 白         | 黒         |
GIおよびJ・GI競走の特別登録馬
| 用途           | 生地 | 文字 |
| -------------- | ---- | ---- |
| 牝馬限定競走   | 海老 | 黄   |
| 外国調教馬     | 深緑 | 黄   |
| 地方競馬所属馬 | 水色 | 黄   |
| その他         | 紫紺 | 黄   |
- GIおよびJ・GI競走の優勝馬

優勝したGIおよびJ・GI競走と同じ数の星印がそれぞれ貼り付けられる。
- GI競走優勝馬

紫色の生地に金色の文字。
- J・GI競走優勝馬

紫色の生地に橙色の文字。
- その他の重賞競走の優勝馬
  - 美浦所属馬

黄色の生地に黒の文字。
  - 栗東所属馬

白の生地に黒の文字。

### レプリカゼッケン
コレクション用としてサイズ・素材ともに同一のゼッケンをGI優勝馬のゼッケンに限り、中央競馬ピーアール・センターの通販サイトにて発売している。

## 地方競馬
各地域で仕様は異なっている。
大井競馬場では、JRAと同様にすべての競走に馬名入りゼッケンを使用している。JRAのゼッケンと比べると上下の寸法が小さく作られているが、これは靴の踵に拍車をつけている騎手のためで、2011年より拍車使用が禁止になった後も、サイズの違いはそのままとなっている。
その他の競馬場でも、重賞競走や特別な競走については馬名または競走名入りゼッケンを使用するのが一般的になったが、通常の競走用ゼッケンは、競走後に洗濯の上、破損箇所を補修の上使い回される。たとえば廃止された福山競馬場では2年間使用された。
生地の色は枠番ごとに生地の色を分けている競馬場が多く、材質も帆布製や化学繊維製など数種類が存在する。
数字の字体は金沢競馬場と園田競馬場以西の各競馬場ではJRAが馬名入りゼッケンを採用する前の字体と同じなのに対し、笠松競馬場以東の各競馬場では各地ともにばらばらであり特に名古屋競馬場と笠松競馬場では独特な字体を採用している。
ばんえい競馬においては、重種馬ゆえにサラブレッド用ゼッケンではサイズが小さすぎることから長年馬名入りゼッケンは採用されなかったが、2018年のばんえい記念にて初めて馬名・競走名入りゼッケンが採用され、2021年よりBG1競走で使用されることとなった。
2024年現在、全国の地方競馬場で採用されている馬名入りゼッケンの基本仕様は以下の通り（但し、年度によって基本仕様から外れる場合がある）。
- 「○」には特記無き限り数字が入る（大井競馬と船橋競馬・川崎競馬は競走番号も含む）。
- 騎手選抜競走（レディースジョッキーズシリーズ及びヤングジョッキーズシリーズなど）・騎手対抗競走（2023年の浦和ジョッキーズラウンド・ゴールデンステッキ賞など）および地方競馬教養センター修了供覧競走のゼッケンは、開催地によって配色が異なるため一覧から省く[34]。

| 主催者                    | 競走の種類 | 競走の種類 | 色       | 色   | 備考 |
| 主催者                    | 競走の種類 | 競走の種類 | ゼッケン | 文字 | 備考 |
| ------------------------- | --- | --- | -------- | ---- | --- |
| ばんえい競馬 （帯広）     | ばんえいダービー ばんえいオークス ヒロインズカップ JRAエキシビションレース | ばんえいダービー ばんえいオークス ヒロインズカップ JRAエキシビションレース | 赤褐色   | 黄   | 馬名・競走名は白 JRAエキシビションレースは騎手名を表記（2020年から2023年は新型コロナウイルス感染拡大防止の観点で中止） 過去には紫紺のゼッケン、白の文字も使用していた                                        |
| ばんえい競馬 （帯広）     | BG1競走 | BG1競走 | 紫紺     | 黄   | 馬名・競走名は白 JRAエキシビションレースは騎手名を表記（2020年から2023年は新型コロナウイルス感染拡大防止の観点で中止） 過去には紫紺のゼッケン、白の文字も使用していた                                        |
| ホッカイドウ競馬 （門別） | ダートグレード競走 H1競走 | ダートグレード競走 H1競走 | 紫紺     | 黄   | 2017年より採用 |
| ホッカイドウ競馬 （門別） | H2・H3競走 | H2・H3競走 | 紫紺     | 白   | 過去には2016年までのダートグレード競走とH1競走でも使用 |
| ホッカイドウ競馬 （門別） | 北海優駿 | 北海優駿 | 白       | 黒   | 2020年より採用 |
| ホッカイドウ競馬 （門別） | 準重賞競走 | 準重賞競走 | 赤褐色   | 黄   | 2021年より採用 表記は競走名 |
| ホッカイドウ競馬 （門別） | スーパーフレッシュチャレンジ競走 | スーパーフレッシュチャレンジ競走 | 深緑     | 白   | 2023年より採用 2022年まで表記は競走名 |
| ホッカイドウ競馬 （門別） | フレッシュチャレンジ競走 | | 深緑     | 白   | 2023年より採用 2022年まで表記は競走名 |
| 岩手競馬 （盛岡・水沢）   | ダートグレード競走 | ダートグレード競走 | 紫紺     | 黄   | |
| 岩手競馬 （盛岡・水沢）   | 重賞競走 | ダート | 紫紺     | 白   | |
| 岩手競馬 （盛岡・水沢）   | 重賞競走 | 芝 | 深緑     | 白   | 芝の重賞は盛岡競馬場のみ施行だが、芝の走路状況悪化によるダートへの変更でも使用 |
| 岩手競馬 （盛岡・水沢）   | 新馬戦 | 新馬戦 | 白       | 黒   | 2023年より採用 競走名は「ファーストステップ」 |
| 船橋競馬                  | かしわ記念 | かしわ記念 | 深緑     | 黄   | 1999年は黒のゼッケン、黄の文字を使用 |
| 船橋競馬                  | クイーン賞 | クイーン賞 | 赤褐色   | 黄   | |
| 船橋競馬                  | マリーンカップ ブルーバードカップ ダイオライト記念 日本テレビ盃 | マリーンカップ ブルーバードカップ ダイオライト記念 日本テレビ盃 | 紫紺     | 黄   | ブルーバードカップは2024年より採用 |
| 船橋競馬                  | 重賞競走 | 重賞競走 | 紫紺     | 白   | 過去には2020年までのマリーンカップと2008年までのダイオライト記念、2007年までの日本テレビ盃、2003年と2004年のクイーン賞、2020年までの習志野きらっとスプリント（当時はSI競走）でも使用                         |
| 船橋競馬                  | 習志野きらっとスプリント | 習志野きらっとスプリント | 深緑     | 白   | 2021年より採用 過去には1998年、2002年から2004年のかしわ記念でも使用 習志野きらっとスプリントは2024年よりSIIに格下げされたが、ゼッケンはそのまま使用                                                          |
| 船橋競馬                  | クイーンズオーディション | クイーンズオーディション | 赤褐色   | 白   | 2019年より採用 表記は競走名のみ 過去には1997年と2002年と2005年のクイーン賞、2004年のブルーバードカップでも使用                                                                                               |
| 船橋競馬                  | 準重賞競走 ○メモリアル 一部の特別競走 | 準重賞競走 ○メモリアル 一部の特別競走 | 白       | 黒   | 表記は競走名 「○」は船橋に所属し活躍した競走馬の馬名 準重賞競走のアレキサンドライトカップは2024年のみ一般・特別競走用（白のゼッケンに黒の馬番号のみ）を使用                                                  |
| 船橋競馬                  | 新馬戦 | 新馬戦 | 水色     | 黄   | 競走名は「○デビュー」（「○」は花の名前） |
| 浦和競馬                  | ダートグレード競走 しらさぎ賞 ユングフラウ賞 | ダートグレード競走 しらさぎ賞 ユングフラウ賞 | 紫紺     | 黄   | 牝馬限定競走のみ馬名・競走名は桃 過去には2016年までの重賞競走でも使用 |
| 浦和競馬                  | 重賞競走 | 重賞競走 | 紫紺     | 白   | 2023年は「浦和競馬75周年記念」のサブタイトルがついた特別競走でも使用 過去には2016年までのさきたま杯と浦和記念でも使用                                                                                        |
| 浦和競馬                  | 準重賞競走 | 準重賞競走 | 赤褐色   | 白   | 過去には2009年のしらさぎ賞でも使用 |
| 浦和競馬                  | Mr.PINK特別 | Mr.PINK特別 | 黒       | 白   | 2025年に実施 表記は競走名のみで、色は競走実施当日に騎手引退を迎えた内田利雄の勝負服のトレードカラーの桃 |
| 浦和競馬                  | 桜花賞 | 桜花賞 | 黒       | 黄   | 馬名・競走名は桃 |
| 浦和競馬                  | ルーキーズサマーカップ | ルーキーズサマーカップ | 深緑     | 黄   | 2022年より採用 |
| 浦和競馬                  | 新馬戦 | 新馬戦 | 水色     | 黄   | 競走名は「ドリームチャレンジ」 |
| 大井競馬                  | DIRT IS TCK.賞 | DIRT IS TCK.賞 | 黒       | 黄   | 2025年に実施 |
| 大井競馬                  | 重賞競走 | 重賞競走 | 紫紺     | 黄   | 表記は他地区とは異なり、スタンド側に回次と競走名、内ラチ側に馬名 牝馬限定競走のみ馬名・競走名は桃 |
| 大井競馬                  | 準重賞競走 | 準重賞競走 | 紫紺     | 白   | 表記は他地区とは異なり、スタンド側に回次と競走名、内ラチ側に馬名 牝馬限定競走のみ馬名・競走名は桃 |
| 大井競馬                  | オープン特別競走 トライアル競走 | オープン特別競走 トライアル競走 | 赤褐色   | 白   | 2024年より採用 |
| 大井競馬                  | 新馬戦 | 新馬戦 | 深緑     | 白   | 2025年より採用 |
| 大井競馬                  | 一般・特別競走 | 一般・特別競走 | 白       | 黒   | |
| 川崎競馬                  | 重賞競走 | 重賞競走 | 紫紺     | 黄   | 2016年のJBCレディスクラシックのみ馬名・競走名は桃 1996年の川崎記念までの重賞競走は紫紺のゼッケン、白の文字を使用                                                                                             |
| 川崎競馬                  | 準重賞競走 | 準重賞競走 | 赤褐色   | 白   | 過去には2023年の川崎スパーキングスプリントでも使用 |
| 川崎競馬                  | ゴールデンホース賞 くろうま賞 ホワイトクリスマス賞 | ゴールデンホース賞 くろうま賞 ホワイトクリスマス賞 | 黒       | 白   | 毛色限定競走 （ゴールデンホース賞：栗毛・栃栗毛 くろうま賞：黒鹿毛・青鹿毛・青毛 ホワイトクリスマス賞：芦毛・白毛）                                                                                          |
| 川崎競馬                  | 佐々木竹見騎手ラストランシリーズ | 佐々木竹見騎手ラストランシリーズ | 深緑     | 白   | 2001年に実施 一部の競走で使用 |
| 川崎競馬                  | 新馬戦 | 新馬戦 | 水色     | 黄   | 競走名は「スパーキングデビュー新馬」（3歳馬の場合は「川崎デビュー新馬」） |
| 金沢競馬                  | 白山大賞典 北國王冠 イヌワシ賞 百万石賞 石川優駿 中日杯 ネクストスター金沢 | 白山大賞典 北國王冠 イヌワシ賞 百万石賞 石川優駿 中日杯 ネクストスター金沢 | 紫紺     | 黄   | 過去には2023年までの金沢シンデレラカップでも使用、馬名・競走名は桃 過去には2018年と2024年の西日本3歳優駿でも使用                                                                                             |
| 金沢競馬                  | 金沢スプリングカップ 利家盃 北日本新聞杯 日本海スプリント 兼六園スプリント 金沢スプリントカップ 石川テレビ杯 サラブレッド大賞典 MRO金賞 金沢ヤングチャンピオン 百万石かがやきナイター賞 | 金沢スプリングカップ 利家盃 北日本新聞杯 日本海スプリント 兼六園スプリント 金沢スプリントカップ 石川テレビ杯 サラブレッド大賞典 MRO金賞 金沢ヤングチャンピオン 百万石かがやきナイター賞 | 紫紺     | 白   | 過去には2013年と2021年のJBCスプリント、JBCレディスクラシックでも使用（JBCレディスクラシックの馬名・競走名は桃）                                                                                              |
| 金沢競馬                  | 牝馬限定重賞競走 | 牝馬限定重賞競走 | 赤褐色   | 白   | 2022年のみ、読売レディス杯の馬名・競走名は黄を使用 金沢クイーン賞は2025年より採用 |
| 金沢競馬                  | （現在不使用） | （現在不使用） | 深緑     | 白   | 過去には2023年までの北日本新聞杯と敬馬賞、2022年をもって廃止した兼六園ジュニアカップでも使用 |
| 金沢競馬                  | 新馬戦 JRA2歳認定競走 | 新馬戦 JRA2歳認定競走 | 白       | 黒   | 新馬戦は2022年より、その他の競走は2020年より採用 過去には2020年から2023年まで石川ダービーと2023年までの金沢ヤングチャンピオンとMRO金賞でも使用 新馬戦は馬名、その他の競走は競走名                            |
| 金沢競馬                  | 加賀友禅賞 ノトキリシマ賞 | 加賀友禅賞 ノトキリシマ賞 | 水色     | 黄   | 馬名・競走名は桃 過去には2023年までの日本海スプリントと金沢スプリントカップでも使用 |
| 金沢競馬                  | （現在不使用） | （現在不使用） | 赤褐色   | 黄   | 過去には2023年までのお松の方賞と徽軫賞でも使用 |
| 金沢競馬                  | 金沢ファンセレクトカップ 敬馬賞 | 金沢ファンセレクトカップ 敬馬賞 | 黒       | 黄   | 2023年より採用 2023年まで石川テレビ杯の馬名・競走名は桃 |
| 名古屋競馬                | ダートグレード競走 | ダートグレード競走 | 黒       | 黄   | かきつばた記念と名古屋大賞典は2024年より採用 |
| 名古屋競馬                | （現在不使用） | （現在不使用） | 深緑     | 黄   | |
| 名古屋競馬                | 2・3歳重賞競走 | 2・3歳重賞競走 | 深緑     | 白   | 2歳重賞競走は2023年より、3歳重賞競走は2024年より採用 過去には2005年のJBCスプリントと2017年までの名古屋大賞典、2024年の東海優駿でも使用                                                                       |
| 名古屋競馬                | 東海優駿 | 東海優駿 | 黒       | 白   | 2025年より採用 |
| 名古屋競馬                | GRANDAME-JAPAN対象競走 | GRANDAME-JAPAN対象競走 | 赤褐色   | 白   | 2024年より採用 |
| 名古屋競馬                | 新馬戦 | 新馬戦 | 白       | 黒   | 2023年より採用 過去には1996年から2023年までの東海ダービー（現：東海優駿）でも使用 |
| 名古屋競馬                | 個人協賛競走 古馬のSPI（1着賞金1000万円以下 笠松競馬も含む）、SPII競走 | 個人協賛競走 古馬のSPI（1着賞金1000万円以下 笠松競馬も含む）、SPII競走 | 紫紺     | 白   | 個人協賛競走の表記は基本的には馬番号のみだが、場合によっては競走名も使用 2023年までの東海クイーンカップの馬名・競走名は桃 過去には2005年のJBCクラシックと2009年のJBCデー、2017年までのかきつばた記念でも使用 |
| 笠松競馬                  | SPI競走（1着賞金1000万円以上） ネクストスター笠松 | SPI競走（1着賞金1000万円以上） ネクストスター笠松 | 紫紺     | 黄   | |
| 笠松競馬                  | SPII競走 | SPII競走 | 赤褐色   | 白   | |
| 笠松競馬                  | ベルノライト賞 | ベルノライト賞 | 赤褐色   | 黄   | 毛色限定競走 （栗毛） |
| 笠松競馬                  | フジマサマーチ賞 | フジマサマーチ賞 | 深緑     | 黄   | |
| 笠松競馬                  | SPIII競走 | SPIII競走 | 深緑     | 白   | |
| 笠松競馬                  | P競走 | P競走 | 黒       | 白   | |
| 笠松競馬                  | 新馬戦 シンデレラグレイ賞 | 新馬戦 シンデレラグレイ賞 | 白       | 黒   | 2023年より採用 シンデレラグレイ賞は毛色限定競走 （芦毛・白毛） |
| 兵庫競馬 （園田・姫路）   | 重賞競走 | 重賞競走 | 赤褐色   | 白   | 2008年のJBCデーは特例として黒のゼッケン、黄の文字を使用 1994年の大阪スポーツ賞は深緑のゼッケン、白の文字を使用                                                                                               |
| 兵庫競馬 （園田・姫路）   | 指定交流競走 | 指定交流競走 | 紫紺     | 白   | 表記は競走名 |
| 兵庫競馬 （園田・姫路）   | 新馬戦 | 新馬戦 | 白       | 黒   | 2019年より採用 |
| 高知競馬 佐賀競馬         | 重賞競走 | 重賞競走 | 紫紺     | 黄   | 2024年のJBCレディスクラシックの馬名・競走名は桃 2025年の吉野ヶ里記念のみ競走名の色は白 |
| 高知競馬 佐賀競馬         | 新馬戦 | 新馬戦 | 水色     | 黄   | 2023年より採用 佐賀競馬の新馬戦の競走名は「ホープフルデビュー」及び「スーパーホープフルデビュー」 過去には2023年の佐賀競馬で行われたうまてなし珍馬名特選でも使用                                             |
| 佐賀競馬                  | 一部の準重賞・特別・特選競走 | 一部の準重賞・特別・特選競走 | 白       | 黒   | 一部の競走のみ使用 馬番号の下は無記名だがスペースあり |

## ゼッケンの製作委託
現在、中央競馬および一部の地方競馬の競走用ゼッケンおよび中央競馬の調教用ゼッケンは長野県長野市篠ノ井にある身体障害者授産施設に委託されて製作されている。これは利用者の自立支援の一環としてJRAファシリティーズが委託しているもので、生地の裁断から馬番号の貼り付けまでの製作過程を行っている。ゼッケンは各競馬場およびトレーニングセンターに出荷され、競走用ゼッケンの競走馬名の貼り付けについては競走開催前日に各競馬場にて行われている。

## 使用済みゼッケン
競走で使用されたゼッケンは基本的には処分・リサイクルされるが、関係者らが持ち帰ることは可能である。このため牧場などに展示されている例も散見される。テレビ番組や雑誌のプレゼントとして提供されたり、オークションサイトなどで取引されている場合もある。廃棄されたゼッケンをバッグに加工して販売している例もある。
引退競走実施日の全競走終了後に引退式を行う馬がいるときには引退競走で使用ゼッケンを再作成のうえで再びつけて登場する例もある（ディープインパクトなど）。